# Тут крутых нет
«Тут крутых нет» (пол. Nie ma mocnych) — польский художественный фильм, комедия 1974 года. Продолжение приключений герои фильма «Все свои».

## Сюжет
Павляки и Каргуле — извечные враги, которые соседствуют через двор. Эти две семьи соперничают во всём. Соединяет их общая внучка Аня. Её жених это способный юноша. Он не хочет бракосочетания в костёле.

## В ролях
- Вацлав Ковальский — Казимеж Павляк
- Владислав Ханьча — Владислав Каргуль
- Анна Дымна — Аня, внучка Павляка и Каргуля
- Анджей Василевич — Зенек, жених Ани
- Мария Збышевска — Мания, жена Павляка
- Халина Буйно — Анеля, жена Каргуля
- Илона Кусьмерская — Ядзька, дочь Каргуля
- Ежи Янечек — Витя, старший сын Павляка
- Зыгмунт Белявский — Павел, младший сын Павляка
- Александер Фогель — солтыс
- Януш Клосиньский — сановник на охоте
- Анджей Красицкий — ксёндз
- Здзислав Маклякевич — тракторист
- Бронислав Павлик — директор
- Витольд Пыркош — «Варшавянин»
- Ежи Турек — Франё, милиционер

## Съёмочная группа
- Режиссёр: Сильвестер Хенчинский
- Автор сценария: Анджей Мулярчик
- Операторы: Анджей Рамлау, Яцек Стахлевский
- Композитор: Анджей Коржинский

## Награды
- 1974 - пол. Łagów (Lubuskie Lato Filmowe) - "Złote Grono"

- 1974 - пол. Łagów (Lubuskie Lato Filmowe) - Приз за главную мужскую роль пол. Wacław Kowalski

- 1974 - пол. Koszalin (Koszaliński Festiwal Debiutów Filmowych "Młodzi i Film") - Приз за режиссуру пол. Sylwester Chęciński

- 1974 - пол. Koszalin (Koszaliński Festiwal Debiutów Filmowych "Młodzi i Film") - Приз за сценарий пол. Andrzej Mularczyk

- 1974 - пол. Koszalin (Koszaliński Festiwal Debiutów Filmowych "Młodzi i Film") - Приз зрительских симпатий: пол. II Międzynarodowe Spotkania Filmowe "Młodzi i film"

- 1974 - пол. Koszalin ( Koszaliński Festiwal Debiutów Filmowych "Młodzi i Film") - Приз за мужскую роль, приз редакции пол.  "Panoramy Północy"; название фестиваля:пол.  II Międzynarodowe Spotkania Filmowe "Młodzi i film" Wacław Kowalski

- 1974 - пол. Gdynia ( до 1986 Gdańsk) (Фестиваль Польских Художественных Фильмов; с 2012 года пол.  "Gdynia Film Festival"; до  2014 года пол. "Festiwal Filmowy w Gdyni") - Приз зрительских симпатий

- 1974 - Награда пол. "Laur Młodej Twarzy" (RW FSZMP)

- 1975 - Награда пол.  "Ministra Kultury i Sztuki" II степени Sylwester Chęciński

- 1978  -пол.  "Złota Kamera" , в категории : лучший современный фильм; за трилогию: пол. "Sami swoi", "Nie ma mocnych", "Kochaj albo rzuć"; присуждена за  1977 год;  Премия:пол. "Filmu"